# Yahoo!
Yahoo!  — американська корпорація, що спеціалізується на Інтернет-службах, заснована випускниками Стенфордського університету Джеррі Янгом (англ. Jerry Yang) та Девідом Файло (англ. David Filo) в січні 1994 року. Штаб-квартира компанії — у Саннівейлі, Каліфорнія, США.
Корпорація надає низку інтернет-послуг, які об'єднані на вебпорталі: пошукова служба (Yahoo! Search), каталог сайтів (Yahoo! Directory), електронна пошта (Yahoo! Mail), Yahoo!Games, Yahoo!Groups, новини, вебхостинг, погода, мапи та інші — разом на вересень 2007 року близько 60 сервісів. У 2005 році портал поповнено новими публічними сервісами Yahoo!Music, Yahoo!360° та фотосервісом Flickr. Станом на січень 2010, корпорація Yahoo! володіла найбільшою часткою ринку інтернет-реклами у світі. JP Morgan визначила частку компанії на ринку США для показу оголошень як 17%, обігнавши Microsoft з 11%, та AOL з 7%.
Станом на вересень 2007 року у корпорації — 36 регіональних підрозділів: із них 15 — в Європі, 14 — в Азії, 2 — в Австралії та Океанії, 5 — у Південній та Центральній Америці і Канаді, які орієнтовані або на мовний ареал (як, наприклад, Y! Québec чи Y! Russia), або на географічну територію (як Y! Asia).
Згідно зі статистичними даними компанії StatCounter за лютий 2024 року, Yahoo! є четвертою після Google, Bing та Яндекс за популярністю у світі пошуковою системою з часткою у 1.08% ринку. В Україні частка Yahoo! становить 0,28%, що є п'ятим показником.

## Продукти і сервіси

### Yahoo! Mail
У 2004 році компанія Yahoo запустила нову версію поштового інтерфейсу, заснованого на AJAX .
З травня 2007 року користувачі Yahoo! Mail отримали можливість безкоштовно зберігати у своїй поштовій скриньці необмежену кількість листів.
У грудні 2012 року Yahoo! модернізувала поштовий сервіс. Модернізація полягала у спрощенні основних поштових функцій, включаючи написання листів, а також перегляд повідомлень та відповідь на них. Корпорація також спрямувала зусилля на прискорення роботи пошти. Також Yahoo! випустила нову поштову програму для смартфонів iPhone на базі мобільної операційної системи iOS від Apple, та оновила програму для пристроїв на Android від Google і запустила програму для нової Windows 8 від Microsoft.
У квітні 2013 року Yahoo! інтегрувала пошту з популярною «хмарною» службою для синхронізації та зберігання даних Dropbox, що дозволило користувачам відправляти та отримувати електронні листи з великими вкладеними файлами, що перевищують існуючий ліміт в 25 Мбайт.
- Yahoo Address Book
- Yahoo Calendar
- Yahoo Groups
- Yahoo Mail
- AOL Mail,
- Yahoo Notepad
- Yahoo AOL Search
- Yahoo OneSearch

## Індикатори продуктивності
| Роки            | 2003  | 2004  | 2005  | 2006   | 2007  | 2008  | 2009   | 2010   | 2011   |
| --------------- | ----- | ----- | ----- | ------ | ----- | ----- | ------ | ------ | ------ |
| Продажі         | 1 625 | 3 574 | 5 258 | 6 426  | 6 969 | 7 208 | 6 460  | 6 324  | 4 984  |
| EBITDA          | 453   | 1 000 | 1 505 | 1 066  |       |       |        |        |        |
| Чистий прибуток | 238   | 840   | 1 896 | 751    | 660   | 424   | 598    | 1 231  | 1 049  |
| US GAAP         |       |       |       |        | 6 970 | 7 209 |        |        |        |
| Персонал        | 5 500 | 7 600 | 9 800 | 11 400 |       |       | 13 900 | 13 200 | 14 100 |

## Походження назви
Назва корпорації була вигадана засновниками під впливом книги  Джонатана Свіфта «Мандри Гуллівера». У IV частині книги зустрічаються такі персонажі як Єгу (англ. Yahoo) —  огидні людиноподібні істоти, що населяють країну доброчесних коней-гуігнгнмів, на честь яких, за словами засновників, і було змінено назву корпорації

## Критика
У листопаді 2007 року, з ініціативи голови Палати Конгресу США із закордонних справ Тома Лантоса, було проведено слухання, пов'язане з передачею 2002 року компанією Yahoo! китайській владі електронної пошти дисидентів Ван Сяонина  і Ши Тао,  засуджених на підставі цих матеріалів до ув'язнення. Том Лантос висловив своє глибоке розчарування відповідями, які давали Джері Янг та генеральний радник Yahoo! Майкл Каллахан. Лантос сказав з цього приводу:
|  | Технічно і фінансово ви гіганти, але морально — пігмеї. |